# Prionoplax spinicarpus
Prionoplax spinicarpus is een krabbensoort uit de familie van de Panopeidae. De wetenschappelijke naam van de soort is voor het eerst geldig gepubliceerd in 1852 door H. Milne Edwards.